# Grand, Södertälje

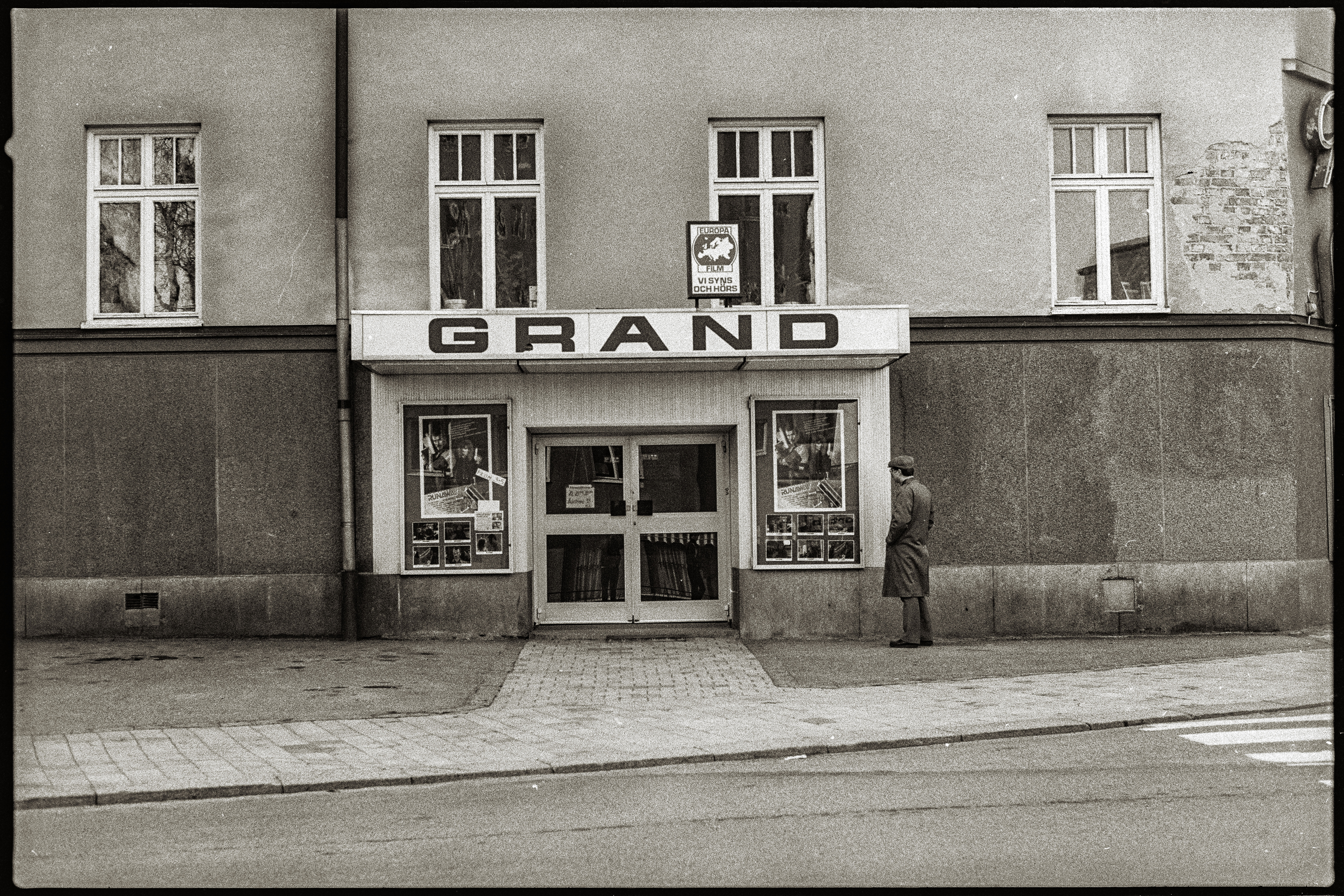
Biografen Grand i Södertälje, nedlagd 2003, låg på Badhusgatan. Bilden tagen 5 maj 1985. Då gick actionfilmen Runaway från 1984 med Tom Selleck i huvudrollen på Grand, enligt affischerna vid entrén.

Grand var en biograf i Södertälje som låg på Badhusgatan i hörnet av Lovisinsgatan. Biografen ägdes av Svenska Bio och stängde för gott 2003 efter nittio år och omvandlades till danslokal. Den första biografen i lokalen öppnade 1913 under namnet Metropol.